# Aporostylis bifolia
Aporostylis bifolia – gatunek roślin z monotypowego rodzaju Aporostylis z rodziny storczykowatych (Orchidaceae). Rośliny występują w Nowej Zelandii, na Wyspach Antypodów i na Wyspach Chatham.

## Systematyka
Gatunek sklasyfikowany do podplemienia Caladeniinae w plemieniu Diurideae, podrodzina storczykowe (Orchidoideae), rodzina storczykowate (Orchidaceae), rząd szparagowce (Asparagales) w obrębie roślin jednoliściennych.